# Церковь Святой Модвенны (Бертон-апон-Трент)
Церковь Святой Модвенны (англ. St Modwen's Church, Burton upon Trent) — англиканская приходская церковь в центре города Бертон-апон-Трент графства Стаффордшир, относящаяся к епархии Личфилд; здание храма из красного песчаника было заложено в 1719 и освящено в 1723 году; окончательно завершено к 1728 году; является памятником архитектуры I класса.